# Championnat d'Irak de football 2017-2018
Navigation
Saison précédente Saison suivante
La saison 2017-2018 du Championnat d'Irak de football est la quarante-quatrième édition de la première division en Irak, la Division 1 League. Les vingt clubs participants sont regroupés au sein d'une poule unique où ils s'affrontent à deux reprises. En fin de saison, les deux derniers du classement sont relégués et remplacés par les deux meilleurs clubs de deuxième division.
C'est le club d'Al-Zawra'a Sports Club qui remporte le titre cette saison après avoir terminé en tête du classement final. Il s'agit du quatorzième titre de champion d'Irak de l'histoire du club, qui est également le club le plus titré en Irak.

## Équipes participantes
- Al-Hussein FC
- Al-Qowa Al-Jawiya
- Talaba Sport Club
- Zakho FC
- Bagdad FC
- Al Shorta Bagdad
- Al-Zawra'a Sports Club
- Najaf FC
- Naft Al-Wasat
- Samawa FC
- Al Nafat Bagdad
- Al Mina'a Bassora
- Naft Maysan
- Al Karbala
- Al-Bahri SC
- Naft Al-Janoob
- Al-Diwaniya FC - Promu de D2
- Al-Sinaat Al-Kahrabaiya - Promu de D2
- Al-Kahraba
- Al-Hedood

## Compétition
Le barème de points servant à établir le classement se décompose ainsi :
- Victoire : 3 points
- Match nul : 1 point
- Défaite : 0 point

### Classement
| Rang | Équipe                    | Pts  | J  | G  | N  | P  | Bp | Bc | Diff |
| ---- | ------------------------- | ---- | -- | -- | -- | -- | -- | -- | ---- |
| 1    | Al-Zawra'a Sports Club    | 88   | 38 | 26 | 10 | 2  | 66 | 26 | +40  |
| 2    | Al-Qowa Al-JawiyaT        | 84   | 38 | 25 | 9  | 4  | 66 | 23 | +43  |
| 3    | Al Nafat Bagdad           | 84   | 38 | 24 | 12 | 2  | 59 | 20 | +39  |
| 4    | Al Shorta Bagdad          | 83   | 38 | 24 | 11 | 3  | 69 | 24 | +45  |
| 5    | Al-Kahraba                | 58   | 38 | 15 | 13 | 10 | 39 | 30 | +9   |
| 6    | Najaf FC                  | 55   | 38 | 13 | 16 | 9  | 51 | 40 | +11  |
| 7    | Amanat Bagdad             | 53   | 38 | 14 | 11 | 13 | 31 | 34 | -3   |
| 8    | Naft Maysan               | 49   | 38 | 13 | 10 | 15 | 45 | 37 | +8   |
| 9    | Naft Al-Wasat             | 49   | 38 | 10 | 19 | 9  | 42 | 38 | +4   |
| 10   | Naft Al-Janoob            | 49   | 38 | 12 | 13 | 13 | 34 | 41 | -7   |
| 11   | Al-Sinaat Al-Kahrabaiya P | 47   | 38 | 12 | 11 | 15 | 46 | 46 | 0    |
| 12   | Al Samawa FC              | 44   | 38 | 11 | 11 | 16 | 42 | 50 | -8   |
| 13   | Al-Hedood                 | 43   | 38 | 11 | 10 | 17 | 40 | 45 | -5   |
| 14   | Talaba Sport Club         | 43   | 38 | 11 | 10 | 17 | 43 | 59 | -16  |
| 15   | Al Mina'a Bassora         | 41   | 38 | 8  | 17 | 13 | 34 | 47 | -13  |
| 16   | Al-Bahri SC               | 38   | 38 | 8  | 14 | 16 | 41 | 55 | -14  |
| 17   | Al-Diwaniya FC P          | 31   | 38 | 7  | 10 | 21 | 32 | 58 | -26  |
| 18   | Al-Hussein FC             | 27   | 38 | 5  | 12 | 21 | 26 | 58 | -32  |
| 19   | Al Karbala                | 27   | 38 | 7  | 6  | 25 | 26 | 76 | -50  |
| 20   | Zakho FC                  | 25-3 | 38 | 5  | 13 | 20 | 27 | 52 | -25  |

|  | Qualification pour la Ligue des champions de l'AFC 2019              |
|  | Qualification pour la Coupe des clubs arabes 2019                    |
|  | Relégation directe en deuxième division                              |
|  | T : Tenant du titre C : Vainqueur de la Coupe d'Irak P : Promu de D2 |

- Zakho FC a une pénalité de 3 points pour non paiement d'un joueur.
- Al-Zawra'a Sports Club et Al-Qowa Al-Jawiya sont également qualifiés pour la Coupe des clubs arabes 2019.

## Bilan de la saison
| Championnat d'Irak de football 2017-2018 |                                    |
| Champion                                 | Al-Zawra'a Sports Club (14e titre) |
| Coupes et trophées                       |                                    |
| Vainqueur de la Coupe d'Irak 2017-2018   | non disputée                       |
| Qualifications continentales             |                                    |
| Ligue des champions de l'AFC 2019        | Al-Zawra'a Sports Club             |
| Ligue des champions de l'AFC 2019        | Al-Qowa Al-Jawiya                  |
| Promotions et relégations                |                                    |
| Promus en Division 1 League              | Al-Bahri SC                        |
| Promus en Division 1 League              | Arbil SC                           |
| Relégués en Division 2 League            | Al Karbala                         |
| Relégués en Division 2 League            | Zakho FC                           |